# Geranium cataractarum
Geranium cataractarum är en näveväxtart som beskrevs av Ernest Saint-Charles Cosson. Geranium cataractarum ingår i släktet nävor, och familjen näveväxter. Inga underarter finns listade i Catalogue of Life.